# 克塞蒂尼
克塞蒂尼（法語：Xertigny，法語發音：[ɡzɛʁtiɲi] ⓘ）是法国大东部大区孚日省的一个市镇，位于该省南部，属于埃皮纳勒区和埃皮纳勒城市圈公共社区。

## 地理
克塞蒂尼（48°2'44"N, 6°24'22"E）面积50.25 平方千米，位于法国大東部大區孚日省，该省份为法国东北部内陆省份，北起默兹省和默尔特-摩泽尔省，西接上马恩省，南至上索恩省和贝尔福地区省，东临上莱茵省和下莱茵省。
与克塞蒂尼接壤的市镇（或旧市镇、城区）包括：阿多勒、贝尔方丹、拉沙佩勒欧布瓦、沙穆瓦洛格约、勒克莱瑞、普隆比耶尔莱班、拉翁欧布瓦、于兹曼。
克塞蒂尼的时区为UTC+01:00、UTC+02:00（夏令时）。

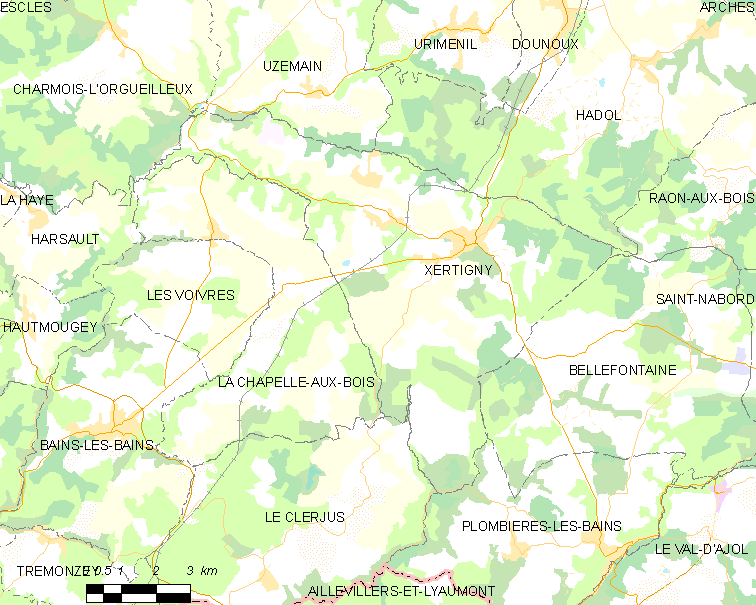
克塞蒂尼的OSM定位图

## 行政
克塞蒂尼的邮政编码为88220，INSEE市镇编码为88530。

## 政治
克塞蒂尼所属的省级选区为勒瓦勒达若勒县。

## 交通
孚日省省道D3线和D434线在境内交汇，克塞蒂尼站停靠往返于埃皮纳勒和贝尔福之间的区域列车。

## 人口

1962-2008年间克塞蒂尼人口变化图示

克塞蒂尼于2022年1月1日时的人口数量为2572人。